# Бельский, Виктор Михайлович
Ви́ктор Миха́йлович Бе́льский (бел. Віктар Міхайлавіч Бельскі, 22 февраля 1955, Минск — 18 мая 2021) — советский легкоатлет, выступавший в прыжках в длину. Участвовал в летних Олимпийских играх 1980 года.

## Биография
Виктор Бельский родился 22 февраля 1955 года в Минске.
В легкоатлетических соревнованиях представлял минские «Трудовые резервы».
Дважды выигрывал золотые медали чемпионата СССР по лёгкой атлетике в прыжках в длину: в 1981 году показал результат 7,96 метра, в 1982 году — 8,20 метра. Ещё дважды был серебряным призёром: в 1978 году, прыгнув на 7,90 метра, уступил Владимиру Цепелёву из Баку (8,03), в 1980 году на чемпионате СССР в помещении с результатом 7,80 метра проиграл Валерию Подлужному из Донецка.
Семь раз бил рекорды Белорусской ССР: по одному разу в 1978 и в 1982 годах, дважды — в 1980-м, трижды — в 1979-м.
В 1980 году вошёл в состав сборной СССР на летних Олимпийских играх в Москве. В квалификации прыжков в длину занял 5-е место с результатом 8,01 метра. В финале расположился на 6-й позиции (8,10), уступив 44 сантиметра победителю — Лутцу Домбровски из ГДР.
Мастер спорта международного класса (1980).
После завершения выступлений работал тренером по лёгкой атлетике в Республиканской школе высшего спортивного мастерства, старшим тренером сборной Белоруссии по Минской области, тренером по общей физической подготовке сборной Белоруссии по фехтованию.
Умер 18 мая 2021 года.

## Личный рекорд
- Прыжки в длину — 8,20 (21 августа 1982, Киев)[6]
- Прыжки в длину (в помещении) — 7,79 (2 марта 1980, Зиндельфинген)[6]